# Frontière entre Chypre et l'Égypte
La frontière entre Chypre et l'Égypte consiste en un segment maritime, à l'est de la mer Méditerranée. Elle constitue une partie de la frontière entre l'Égypte et l'Union européenne.

## Histoire
La délimitation de cette frontière est définie par 8 points énumérés dans l'« Accord entre la république de Chypre et la république arabe d'Égypte sur la délimitation de la zone économique exclusive », un traité signé le 17 février 2003. Ces 8 points sont les suivants :
- Point 1 : 33° 45′ 00″ N, 30° 05′ 00″ E ;
- Point 2 : 33° 34′ 00″ N, 30° 28′ 30″ E ;
- Point 3 : 33° 30′ 40″ N, 30° 36′ 40″ E ;
- Point 4 : 33° 21′ 20″ N, 31° 07′ 00″ E ;
- Point 5 : 33° 11′ 30″ N, 31° 36′ 30″ E ;
- Point 6 : 33° 07′ 20″ N, 32° 01′ 20″ E ;
- Point 7 : 33° 00′ 40″ N, 32° 31′ 00″ E ;
- Point 8 : 32° 53′ 20″ N, 32° 58′ 20″ E.

En février 2018, à la suite de la découverte du champ de gaz Zohr, la Turquie défie les accords internationaux (droit de l'Égypte à exploiter les richesses dans sa zone maritime en vertu de la Convention des Nations unies sur le droit de la mer) en déclarant lancer de droit des missions d'exploration de réserves de gaz dans la zone frontalière chyprio-égyptienne,